# Crescent Valley (Nevada)
Crescent Valley è un census-designated place (CDP) degli Stati Uniti d'America della contea di Eureka nello Stato del Nevada. La popolazione era di 392 persone al censimento del 2010.
Crescent Valley fa parte dell'area micropolitana di Elko.

## Geografia fisica
Secondo lo United States Census Bureau, ha un'area totale di 2,2 miglia quadrate (5,8 km²).

## Storia
Crescent Valley